# Неверовы
Неве́ровы — дворянский род.
Опричником Ивана Грозного числился Третьяк Неверов (1573).
В  Боярских книгах упомянут дьяк Михаил Неверов в 1629,1636 и 1640 годах, который являлся воеводой Астрахани (1636-1637).
Род Неверовых внесён в родословные книги губерний:
- Владимирской (части: II 1874)
- Московской (части: II)